# Leary (Geórgia)
Leary é uma cidade localizada no estado americano de Geórgia, no Condado de Calhoun.

## Demografia
Segundo o censo americano de 2000, a sua população era de 666 habitantes.
Em 2006, foi estimada uma população de 624, um decréscimo de 42 (-6.3%).

## Geografia
De acordo com o United States Census Bureau tem uma área de 8,3 km², dos quais 8,3 km² cobertos por terra e 0,0 km² cobertos por água. Leary localiza-se a aproximadamente 63 m acima do nível do mar.

## Localidades na vizinhança
O diagrama seguinte representa as localidades num raio de 32 km ao redor de Leary.